# Äventyr på hotell
Äventyr på hotell är en svensk dramafilm från 1934 i regi av Gösta Rodin. 

## Om filmen
Filmen premiärvisades 21 februari 1934 på biograf Astoria i Stockholm. Den spelades in vid Europa Studio i Sundbyberg av Harald Berglund. Som förlaga har man en amerikansk film.

## Rollista i urval
- Sture Lagerwall – Gunnar Berg
- Nils Lundell – Jan (Janne) Jansson
- Isa Quensel – Elly, operettaktris
- Eric Abrahamsson – Svensson, konsul
- Gösta Gustafson – Pettersson, alias den falske Badini
- Rut Holm – Blenda, städerska
- John Melin – portier på Carlssons hotell
- Harry Roeck-Hansen – Lundberg, kontorschef

## Musik i filmen
- Caramba, kompositör Erik Baumann, text Dardanell och Dix Dennie
- Kan du sjunga vårens visa, kompositör Ernfrid Ahlin, text Roland
- När du hör en så'n signal, kompositör och text Sten Axelson